# Paul Brill

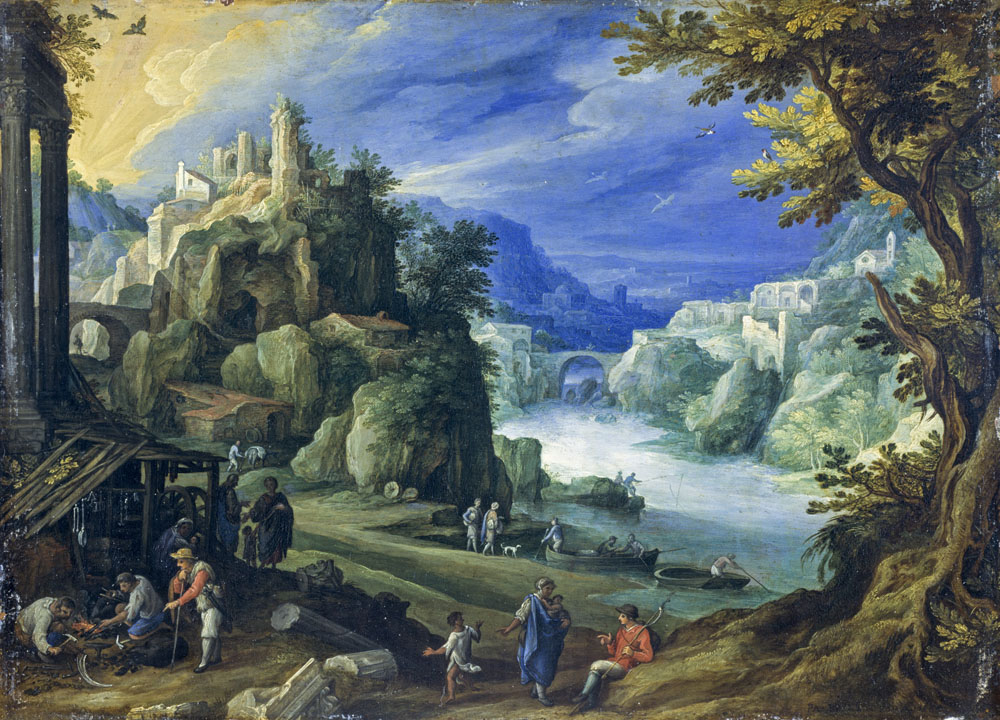
Paisatge fantàstic muntanyós

Paul Brill (Anvers o Breda, 1554 - Roma, 1626) va ser un pintor flamenc. Va residir la major part de la seva vida a Roma, on es va establir el 1575. Pintor paisatgista, va acusar la influència d'Adam Elsheimer i Annibale Carracci, aglutinant l'estil fantasiós del manierisme flamenc del segle xvi amb el paisatge clàssic italià del xvii.
Va realitzar vistes de Roma per al comerç turístic, i va destacar especialment en el gènere de les marines, exercint una notable influència en Agostino Tassi i el seu deixeble Claudi de Lorena. El seu germà Mattheus Brill (1550 - 1583) també va ser pintor establert a Roma, sent de vegades difícil distingir l'obra d'ambdós.